# Aldobrand Koschak
Aldobrand Koschak (* 15. Juli 1759 in Cilli, heute Celje; † 6. Februar 1813 oder 1814 in Graz) war ein österreichischer Jurist und Schriftsteller.

## Leben
Aldobrand Koschak, auch Aldovrand Koschack, besuchte die höhere Schule in Graz und absolvierte ein Studium der Rechte an der Universität Wien. In Graz war er als Rechtsanwalt tätig. Er heiratete in Aßling, heute Jesenice, Therese Ruard, die Tochter des in Krain ansässigen Großhändlers Valentin Ruard.  
Er galt als lebenslustig, gastfreundlich und wohlhabend. In seinem Grazer Haus versammelte er regelmäßig einen Kreis einflussreicher Persönlichkeiten, Musiker und Künstler unter ihnen war auch der bekannte Historiker Julius Schneller. Koschak veranstaltete darüber hinaus regelmäßig Konzerte, bei denen seine Tochter Marie, die als Wunderkind galt, häufig auftrat.  
Im Zusammenhang mit dem Staatsbankrott in Österreich verlor die Familie Koschak 1811 ihr gesamtes Vermögen.
Nach ihm ist der Koschakweg im Grazer Bezirk Waltendorf benannt.

## Werke
- Das österreichische Wechselrecht in einer theoretischen und praktischen Abhandlung, 2 Theile (Gratz 1792, Ferstl; 2. Aufl. ebenda 1804; 3. Aufl. ebenda 1805)
- Il diritto austriaco di Cambio (Trento 1816, 8°)